# Hedley
Pour les articles homonymes, voir Hedley (homonymie).
Hedley est un groupe de pop rock canadien, originaire d'Hedley, en Colombie-Britannique.

## Biographie

### Débuts (2003–2005)
Originairement, le groupe était composé de cinq amis : Jacob Hoggard, Ryan Federau, Brandon (Derek) McKay, Kevin Giesbrecht et Kevin Heeres. Ils tiennent leur nom de la ville de Hedley, en Colombie-Britannique, après avoir appris qu'elle était à vendre pour 346 000 $. Lorsque l'idée leur survient d'acheter la ville, le nom apparut.
La mère de Jacob voulait qu'il s'inscrive a l'émission Canadian Idol. Ses amis, l'ayant su, lancent à Jacob le défi de s'y inscrire pour 150 $. Jacob ne refusait jamais de défi. Il le releva donc. Il passa les auditions de la célèbre émission, convaincu de ne pas être choisi. Cependant, les juges de l'émission virent du potentiel en lui et le choisirent pour faire partie de la télé-réalité. Jacob se rend dans les trois derniers finalistes de Canadian Idol, et c'est à ce moment qu'il comprit l'importance d'y être. Cependant, Jacob ne voulait pas d'une carrière solo. Il voulait jouer dans un groupe : Hedley. Il demanda à ses fans via internet de ne plus voter pour lui, car il ne souhaitait pas gagner la compétition. Heureusement pour lui, ses fans firent ce qu'il avait demandé et il fut éliminé de la compétition.

### Nouveau départ (2005–2008)
Après l'émission, Jacob réalise que ses amis avec qui il avait commencé Hedley avaient pris en main leur avenir en se concentrant sur leur futur métier, et, pour certains d'entre eux, songer à fonder une famille. Hoggard ne récolte jamais les 150 $ qu'on lui devait et le projet de devenir « Hedley » était tombé à l'eau. Jusqu'au jour où trois musiciens, Chris Crippin, Dave Rosin et Tommy Mac, voulant lancer un nouveau groupe et n'ayant besoin que d'un chanteur, avaient entendu parler de Jacob et lui proposèrent de remplacer les anciens membres du groupe Hedley. Ils signèrent un contrat avec Universal Music Canada.
Leur premier single, On My Own, est classé en quatrième place parmi les singles canadiens. En 2005, le groupe tourne pour la première fois au Canada avec The Weekend et Faber (anciennement Faber Drive). Puis ils font une tournée avec Simple Plan et tournent en tête d'affiche au Get Some Tour avec MXPX et Faber. En été 2006, ils signent un accord de distribution avec le label américain Capitol Records. Leur premier album est publié le 26 septembre 2006 en Amérique, un an avant sa sortie au Canada. En juin 2006, ils jouent aux États-Unis avec Yellowcard et Matchbox Romance. Hedley est renvoyé de Capitol Records en 2007.
Hedley publie un deuxième album, Famous Last Words, le 30 octobre 2007. Le premier single du CD, She's So Sorry, est diffusé sur les ondes en 2007. Le clip est tourné à Toronto, en Ontario. À la fin 2007, le groupe est choisi pour ouvrir pour Bon Jovi à la tournée Lost Highway Tour au Canada.

### Nombreux projets et prix (2009–2014)
Depuis 2009, Hedley est très impliqué dans l'organisation Free the Children, qui lutte pour les droits des enfants dans le monde. D'ailleurs, dans le cadre d'un projet mis sur pied par l'organisme, en 2010 et en 2011, Hedley est allé au Kenya et en Inde. Le 28 février 2010, Hedley a pris part à la cérémonie de fermeture des Jeux olympiques d'hiver de Vancouver. C'est d'ailleurs la chanson Cha-ching que le groupe a choisi pour l'occasion.
En juin 2010, lors des Much Music Video Awards, Hedley remporte 3 prix.[réf. nécessaire] Jacob collabore à la reprise de la chanson Wavin' Flag, de K'naan, dans le cadre du projet canadien Young Artists for Haiti. Hedley est le grand gagnant dans la catégorie Album de l'année aux Juno Awards de 2012.

### Hello(2015–2016)
Le 8 septembre 2015, Hedley publie Lost in Translation comme single extrait de l'album Hello. Hedley  est nommé aux Juno Awards en 2016 mais perd face à Walk Off the Earth.

### Cageless(depuis 2017)
Le 31 mars 2017, Hedley annonce sur Facebook le départ de leur batteur Chris Crippin. Le 21 juillet 2017, Hedley annonce la sortie d'un nouvel album , Cageless. La tournée canadienne est annoncée le 20 septembre. Shawn Hook et Neon Dreams assureront les premières parties.
Cageless sort officiellement le 29 septembre 2017. Ce nouvel album est au sommet du top 10 des ventes d'albums sur iTunes, ce qui signifie qu'il a surpassé le nouvel album de Shania Twain, Miley Cyrus, Demi Lovato, Gabrielle Shonk et Propagandhi, tous sortis la même journée. La mise en vente au grand public des billets pour l'ensemble de la tournée a lieu.

## Membres

### Membres actuels
- Jacob Hoggard - chant, guitare, piano (2003-2018)
- Dave Rosin - guitare (2005-2018)
- Tommy Mac - basse (2005-2018)
- Jay Benison - batteur (2017-2018)

### Anciens membres
- Ryan Federau (2003-2005)
- Kevin Giesbrecht (2003-2005)
- Kevin Heeres (2003-2005)
- Brandon McKay (2003-2005)
- Chris Crippin (2005-2017)